# Zinaida Lunina
Zinaida Iharaŭna Lunina (in bielorusso Зінаіда Ігараўна Луніна?; Minsk, 18 aprile 1989) è una ginnasta bielorussa, vincitrice della medaglia di bronzo nel concorso a squadre di ginnastica ritmica alle olimpiadi di Pechino.

## Palmarès
- Giochi olimpici estivi

Pechino 2008: bronzo nel concorso a squadre.